# Сан Микеле е Грато (Торино)
Сан Микеле е Грато је насеље у Италији у округу Торино, региону Пијемонт.
Према процени из 2011. у насељу је живело 1000 становника. Насеље се налази на надморској висини од 243 м.